# Abarimon

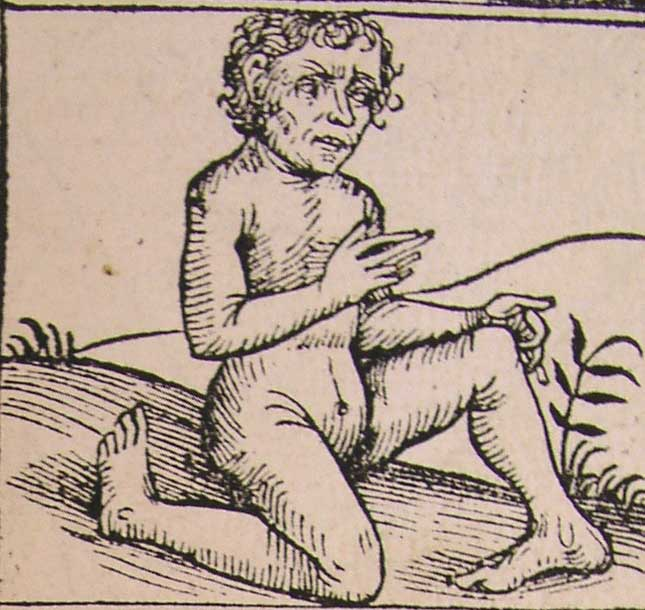
Schedelsche Weltchronik, Mensch mit nach hinten gekehrten Füßen, 1493

Abarimon war laut dem älteren Plinius der Name eines großen Tals des Imavus-Gebirges, dessen Lage in der Gegend des Himalaya zu suchen ist. Dort sollen Menschen mit nach hinten gekehrten Fußsohlen gehaust haben, die trotzdem sehr schnell laufen hätten können und mit wilden Tieren durch die Wälder gestreift seien. Weiters zitiert Plinius Angaben des Baiton, des Bematisten Alexanders des Großen, dass die Bewohner des Abarimon-Gebietes angeblich nur in der Luft ihres Heimattales atmen und deshalb nirgends anders leben konnten; daher sei es nicht möglich gewesen, sie an die Höfe benachbarter Herrscher oder zu dem großen makedonischen Eroberer zu bringen. Vielleicht handelt es sich um eine durch übertriebene Fabeleien ausgeschmückte Beschreibung eines wilden, antiken Stammes des Himalaya.